# トリック・オア・アリス
『トリック・オア・アリス』（Trick or Alice）は、2012年8月4日にlittle cheeseより発売された女性向け18禁乙女ゲーム『黒と金の開かない鍵。』に続くlittle cheeseの第2弾作品である。シナリオはひよ、原画はななやことえが担当している。また、ドラマCDや乙女系アニメーションブランドAn DerCenにより一般向けOVAとしてメディアミックス化されている。

## ストーリー
水無瀬亜理紗は誕生日の前夜に、兄の静久から誕生日を二人きりで祝わないかと持ち掛けられる。
2人で小さなケーキを前に誕生日を祝おうとしていたところ、亜理紗は足元が抜ける感覚に襲われる。
亜理紗は不思議の国に落ちてしまい、その奇妙な光景と知り合いそっくりの住人達に戸惑いを覚えていたところ、不思議の国の住民の一人であるアリスに間違えられる。
アリスがいなくなった不思議の国では、同じ日が延々と繰り返されていたのだ。
亜理紗はアリスとして不思議の国にとどまるか、それとも現代へ戻るのかという選択を迫られる。

## 登場人物
水無瀬 亜理紗（みなせ ありさ） / アリス
声 - 一色ヒカル
本作の主人公。おっとりしているように見られがちだが、明るくて元気で友達も多い。 両親と兄と4人、家族仲良く暮らしている。兄の静久が大好きなブラコン。 誕生日に不思議の国に迷い込み、そこで自分にそっくりだという少女『アリス』と間違えられてしまい、元の世界に戻るために本物のアリスを探すはめになる。
水無瀬 静久（みなせ しずく） / 黒うさぎ
声 - 皇帝
亜理紗の一学年上の兄。無口な性格ゆえ他者から近寄りにくいと言われている一方、妹に対する愛情が強い。
上条 遠夜（かみじょう とおや） / シャドウ
声 - 野次馬根性
亜理紗の後輩に当たる。いつも明るくふわふわにこにこしており、亜理紗にも人懐っこく話しかけてくる。朝霧の双子の兄。弟と亜理紗をくっつけようとしては失敗している。
朝霧に対しては一生懸命お兄ちゃんぽく振る舞おうとしているが、いつも空振りで終わっているようだ。亜理紗によると女の子よりも話し方や仕草が可愛く、天然でちょっとドジっ子なところがある。
上条 朝霧（かみじょう あさぎ） / ライト
声 - 野次馬根性
遠夜の双子の弟で、兄とは対照的に不愛想で暗い顔をしている。亜理紗に対して冷たい態度をとる。亜理紗にはその理由がわからなく、理由を聞いても教えてくれないので、あまり近づかないようにしている。容姿が遠夜と瓜二つなため、亜理紗は態度と表情で見分けている。
黒谷 南緒（くろたに なお） / チェシャ
声 - 柏木誉
静久の同級生で亜理紗らの先輩。誰にでも人なつっこく無邪気に接する気さくな人だが、悪く言うと馴れ馴れしい人。あまりにもみんなに平等に愛想が良く、全員にブレない態度を出すせいで胡散臭さも醸し出してしまっている。スキンシップも多めな事から亜理紗は彼を苦手としている。他の女子生徒達からは『にゃお先輩』と呼ばれて人気がある。何かにつけてすぐに脱衣しようとしては亜理紗を困らせる。
如月 蓮（きさらぎ れん） / ラウンド
声 - 三酉
亜理紗の同級生で、彼女に対する想いが強く、クラス中の知るところとなっている。静久の睨みに怖気づくことなく、よく亜理紗に近づく。一日に3時間しか眠れていない不眠症。
時任 司（ときとう つかさ） / クロノ
声 - ほうでん亭ガツ
亜理紗らの学園の養護教諭。尊大な態度をとるため、亜理紗らから敬遠されている。
不思議の国ではお茶会の主催者クロノであり、アリスが不在となった結果彼が一番の実力者となっている。
タイム
声 - 茶谷やすら
クロノと行動を共にする少女で、周囲からはジカンと呼ばれている一方、亜理紗からはタイムと呼ばれている。ゴスロリ衣装に身を包んでおり、心の内を一切見せないミステリアスな雰囲気を漂わせている。
感情の起伏が乏しい一方、アリスのことを気にかけており、親切な対応をしてくれる。
ハートの女王
声 - 篠崎双葉
不思議の国に君臨する女王。大人の色香と女王としての気品を帯びた気高き美女。  趣味は裁判で人を死刑にすることと、首を刎ねること。世界が停滞している今は、毎日ジャックの首を刎ねている。

エリザベス
声 - 紀之
不思議の国にある小さな庭の水仙の群生に紛れ『咲く』、謎の生物。自分を花だと言い張るが、どう見てもその頭はヘビ。女性の口調で喋るが、声色は男性であり、性別まで謎。小心者なところもあるが、アリスの話を親身に聴いてくれたり、アドバイスをくれる貴重な存在。

## スタッフ
- 企画・原案・シナリオ - ひよ
- 原画 - ななやことえ

## 主題歌
- オープニングテーマ「Dear Alice,」
  - 作詞・作曲・編曲：Rhetoric / 歌：actuo

## ドラマCD
- トリック・オア・アリス シチュエーションドラマCD「星に願えば」Vol.1 シャドウ&ライト&ラウンド編（フロンティアワークス、2013年7月24日発売 FFCP-0015）
  - 出演：シャドウ&ライト（野次馬根性）、ラウンド（三酉）
- トリック・オア・アリス シチュエーションドラマCD「星に願えば」Vol.2 黒うさぎ&チェシャ編（フロンティアワークス、2013年9月11日発売 FFCP-0016）
  - 出演：黒うさぎ（皇帝）、チェシャ（柏木誉）

## OVA
- トリック・オア・アリス 第一話「おかえり、僕のアリス。」、2016年12月22日発売（ACADL-1003）。

スタッフ
- 原作：トリック・オア・アリス（原作：little cheese）
- テクニカルカアドバイザー：ひよ
- プロデューサー：山本敏行
- 監督・脚本・構成：宍戸朱季
- キャラクター原案：ななやことえ
- キャラクターデザイン：Lee Simin
- 色彩設計：すずきえり
- 絵コンテ：博海城
- 総合演出：玉井公子
- 作画監督：HEO GUI YOUN、AHN JUNG MI
- 色指定・検査：戸塚由紀子
- 動画・仕上げ・背景：ANIK
- 制作進行：得丸幹夫、チェ太郎
- 音響監督：榎本隆
- 録音調整：山本哲哉
- 音響効果：八十正太
- 音響制作：U2-SAM
- 音響スタジオ：ST-U2-SAM
- 担当：野添靖人
- 編集：山本敏行
- VTR編集：An DerCen
- デザインワークス：山本敏行
- 広報・宣伝補佐：菊地哲史
- 制作デスク：原敏行
- アニメーション制作・製作・発売：An DerCen
- 販売：株式会社エイ・ワン・シー
- EDテーマ「Dear Alice,」
  - 作詞・作曲・編曲：Rhetoric / 歌：actuo